# Pajzsocska (címertan)
A pajzsocska a címerképek közé tartozó heraldikai alakzat. Nem tévesztendő össze a boglárpajzzsal
és a középpajzzsal. Már Gelre herold címerkönyvében és a korai művészcímereken is gyakran előfordul.
Névváltozatok:
fr: écusson, de: Schildlein

Rövidítések:

A pajzsocska vagy kispajzs egyféle borítású, mindenféle címerkép vagy mesteralak nélküli, díszítetlen címerkép, ezért nem is jelképez senkit. Egyszerű címerképről, nem valódi címerről (mások szerint mesteralakról) van szó. A pajzs közepén, a boglárhelyen található, kb. a pajzs pólyamagasságát és cölöpszélességét fogalja el. Egy nagyon kiszélesített ráma által jön létre.
Egynél több kispajzs is előfordulhat a pajzson. Ez a pajzsocska (de: Schildchen) valószínűleg a kispajzs (de: Schildlein) címerképből jött létre. Mindig többesen fordul elő, mint pl. a művészcímerben. Kedvelték a portugál heraldikában. Vannak pajzsocskákkal díszített mesteralakok is. A németben pajzsocskának nevezték a tárcsapajzs félkör alakú lándzsatartó bevágását is, mely később mindkét oldalon megjelent.
Ha a pajzsocska tagolt, tehát hasított, vágott, harántolt stb. és ezáltal kétféle, esetleg három- vagy többféle borítású, esetleg el lehet gondolkodni azon is, hogy nem valódi címerről, hanem kétféle, háromféle stb. borítású pajzsocskáról van szó, ha bizonyítható,
hogy a tagolás nem hoz létre valódi címert. A pajzsocska nemcsak a boglárhelyen helyezhető el, hanem a pajzs bármely részén, de ezt a helyzetet külön is meg kell említeni a címerleírásban. Ha címerábrákkal van díszítve, középpajzs jön létre.